# Simen Guttormsen
Simen Guttormsen (* 19. Juni 2001 in Ski) ist ein norwegischer Leichtathlet, der sich auf den Stabhochsprung spezialisiert hat. Auch sein älterer Bruder Sondre Guttormsen ist als Stabhochspringer aktiv.

## Sportliche Laufbahn
Erste internationale Erfahrungen sammelte Simen Guttormsen im Jahr 2018, als er bei den U18-Europameisterschaften in Győr mit übersprungenen 4,55 m in der Qualifikationsrunde ausschied. Im Jahr darauf erreichte er bei den U20-Europameisterschaften in Borås das Finale, scheiterte dort aber an der von ihm gewählten Einstiegshöhe. Zudem begann er im selben Jahr an der Princeton University in den Vereinigten Staaten. 2021 brachte er bei den U23-Europameisterschaften in Tallinn in der Qualifikationsrunde keinen gültigen Versuch zustande und im Jahr darauf verpasste er bei den Weltmeisterschaften in Eugene mit 5,65 m den Finaleinzug. Auch bei den Europameisterschaften im August in München schied er mit 5,50 m in der Vorrunde aus, wie auch bei den Europameisterschaften 2024 in Rom mit 5,45 m. Anschließend verpasste er bei den Olympischen Sommerspielen in Paris mit 5,60 m den Finaleinzug.
2025 wurde er bei der 2. Liga der Team-Europameisterschaft in Maribor mit 5,40 m Fünfter, ehe er bei den World University Games mit 5,75 m die Goldmedaille gewann.
In den Jahren 2021 und 2024 wurde Guttormsen norwegischer Meister im Stabhochsprung.